# 1. Fußball-Club Nürnberg Verein für Leibesübungen 2016-2017
Questa voce raccoglie le informazioni riguardanti il 1. Fußball-Club Nürnberg Verein für Leibesübungen nelle competizioni ufficiali della stagione calcistica 2016-2017.

## Stagione
Nella stagione 2016-2017 il Norimberga, allenato da Michael Köllner, concluse il campionato di 2. Bundesliga al 12º posto. In coppa di Germania il Norimberga fu eliminato al secondo turno dallo Schalke 04.

## Rosa
| N. |                           | Ruolo | Calciatore          |
| -- | ------------------------- | ----- | ------------------- |
| 26 | Germania (bandiera)       | P     | Thorsten Kirschbaum |
| 22 | Rep. Ceca (bandiera)      | P     | Patrick Rakovsky    |
| 1  | Germania (bandiera)       | P     | Raphael Schäfer     |
| 2  | Slovenia (bandiera)       | D     | Mišo Brečko         |
| 4  | Paesi Bassi (bandiera)    | D     | Davy Bulthuis       |
| 15 | Costa d'Avorio (bandiera) | D     | Constant Djakpa     |
| 13 | Germania (bandiera)       | D     | Steffen Eder        |
| 3  | Norvegia (bandiera)       | D     | Even Hovland        |
| 23 | Germania (bandiera)       | D     | Tim Leibold         |
| 34 | Germania (bandiera)       | D     | Dennis Lippert      |
| 38 | Germania (bandiera)       | D     | Eduard Löwen        |
| 33 | Austria (bandiera)        | D     | Georg Margreitter   |
| 28 | Germania (bandiera)       | D     | Lukas Mühl          |
| 31 | Rep. Ceca (bandiera)      | D     | Ondřej Petrák       |
| 6  | Romania (bandiera)        | D     | László Sepsi        |
| 32 | Germania (bandiera)       | C     | Dominic Baumann     |

| N. |                     | Ruolo | Calciatore          |
| -- | ------------------- | ----- | ------------------- |
| 18 | Germania (bandiera) | C     | Hanno Behrens       |
| 29 | Germania (bandiera) | C     | Patrick Erras       |
| 21 | Germania (bandiera) | C     | Willi Evseev        |
| 5  | Germania (bandiera) | C     | Philipp Förster     |
| 19 | Islanda (bandiera)  | C     | Rúrik Gíslason      |
| 8  | Georgia (bandiera)  | C     | Lucas Hufnagel      |
| 39 | Germania (bandiera) | C     | Patrick Kammerbauer |
| 10 | Germania (bandiera) | C     | Tobias Kempe        |
| 14 | Germania (bandiera) | C     | Kevin Möhwald       |
| 27 | Germania (bandiera) | C     | Abdelhamid Sabiri   |
| 9  | Svezia (bandiera)   | A     | Mikael Ishak        |
| 24 | Slovenia (bandiera) | A     | Tim Matavž          |
| 20 | Germania (bandiera) | A     | Shawn Parker        |
| 7  | Camerun (bandiera)  | A     | Edgar Salli         |
| 36 | Germania (bandiera) | A     | Cedric Teuchert     |

## Organigramma societario
Area tecnica
- Allenatore: Michael Köllner
- Allenatore in seconda: Manuel Klökler
- Preparatore dei portieri: Michael Fuchs
- Preparatori atletici: Tobias Dippert

## Risultati

### 2. Bundesliga

#### Girone di andata
| Arbitro: | Welz |

|              |           |                        |
| Testroet 90’ | Marcatori | 45’ (rig.) Burgstaller |

| Arbitro: | Osmers |

|              |           |              |
| Sylvestr 11’ | Marcatori | 56’ Thomalla |

| Arbitro: | Zwayer |

|                                                                        |           |                |
| Kumbela 43’ Decarli 45’, 55’ Bulthuis 64’ (aut.) Omladič 87’ Nyman 88’ | Marcatori | 8’ Burgstaller |

| Arbitro: | Dankert |

|            |           |                        |
| Matavž 17’ | Marcatori | 11’ Mölders 79’ Liendl |

| Arbitro: | Koslowski |

|                                                           |           |                                               |
| Stöger 4’ Bastians 7’ (rig.) Mlapa 27’, 55’ Quaschner 89’ | Marcatori | 18’, 45’ (rig.) Salli 34’ Bulthuis 90’ Parker |

| Arbitro: | Stieler |

|                 |           |                           |
| Burgstaller 90’ | Marcatori | 40’ Dursun 54’ Steininger |

| Arbitro: | Schmidt |

|              |           |                                 |
| Schuppan 42’ | Marcatori | 52’, 81’ Burgstaller 85’ Matavž |

| Arbitro: | Schlager |

|                          |           |  |
| Möhwald 45’ Teuchert 83’ | Marcatori |  |

| Arbitro: | Zwayer |

|  |           |                                 |
|  | Marcatori | 61’, 67’ Burgstaller 88’ Matavž |

| Arbitro: | Jöllenbeck |

|                           |           |  |
| Matavž 4’ Burgstaller 21’ | Marcatori |  |

| Arbitro: | Osmers |

|              |           |                 |
| Buchtmann 6’ | Marcatori | 20’ Burgstaller |

| Arbitro: | Kempkes |

|           |           |                             |
| Adler 60’ | Marcatori | 44’ Möhwald 77’ Burgstaller |

| Arbitro: | Gerach |

|                             |           |                              |
| Burgstaller 45’ Hovland 89’ | Marcatori | 54’ Soriano 56’ (rig.) Pisot |

| Arbitro: | Drees |

|                           |           |             |
| Terodde 3’, 33’ Asano 90’ | Marcatori | 80’ Möhwald |

| Arbitro: | Thomsen |

|                 |           |                                      |
| Burgstaller 82’ | Marcatori | 28’ Wooten 55’ Klingmann 76’ Łukasik |

| Arbitro: | Rohde |

|  |           |                           |
|  | Marcatori | 6’ Burgstaller 66’ Matavž |

| Arbitro: | Schmidt |

|                             |           |          |
| Behrens 51’ Burgstaller 90’ | Marcatori | 78’ Zoua |

#### Girone di ritorno
| Arbitro: | Heft |

|          |           |                     |
| Mühl 71’ | Marcatori | 31’ Heise 46’ Berko |

| Arbitro: | Aarnink |

|                             |           |                                |
| Kleindienst 41’ Verhoek 90’ | Marcatori | 4’, 79’ Sabiri 68’ Kammerbauer |

| Arbitro: | Fritz |

|            |           |           |
| Sabiri 53’ | Marcatori | 23’ Nyman |

| Arbitro: | Willenborg |

|                      |           |  |
| Ba 16’ Agbenyenu 39’ | Marcatori |  |

| Arbitro: | Sather |

|  |           |               |
|  | Marcatori | 35’ Quaschner |

| Arbitro: | Osmers |

|          |           |  |
| Žulj 77’ | Marcatori |  |

| Arbitro: | Koslowski |

|            |           |  |
| Petrák 35’ | Marcatori |  |

| Arbitro: | Drees |

|             |           |  |
| Hosiner 83’ | Marcatori |  |

| Arbitro: | Petersen |

|                              |           |             |
| Kempe 65’ (rig.), 70’ (rig.) | Marcatori | 24’ Sallahi |

| Arbitro: | Rohde |

|            |           |  |
| Harnik 47’ | Marcatori |  |

| Arbitro: | Schlager |

|  |           |                     |
|  | Marcatori | 51’, 70’ Bouhaddouz |

| Arbitro: | Aarnink |

|                        |           |            |
| Kempe 24’ Teuchert 82’ | Marcatori | 51’ Kvesić |

| Arbitro: | Jöllenbeck |

|          |           |              |
| Rama 10’ | Marcatori | 80’ Teuchert |

| Arbitro: | Dankert |

|                          |           |                                          |
| Behrens 25’ Teuchert 33’ | Marcatori | 47’ (rig.) Terodde 50’ Ginczek 90’ Klein |

| Arbitro: | Heft |

|  |           |            |
|  | Marcatori | 70’ Sabiri |

| Arbitro: | Rohde |

|                        |           |                                                |
| Sabiri 13’ Möhwald 75’ | Marcatori | 27’ Kiesewetter 70’ Hennings 88’ (aut.) Sabiri |

| Arbitro: | Schmidt |

|            |           |  |
| Halfar 20’ | Marcatori |  |

### Coppa di Germania
| Arbitro: | Schlager |

|                                                              |                      |                                                 |
| Wunderlich 80’                                               | Marcatori            | 76’ Margreitter                                 |
| Wunderlich Nottbeck Backszat Koronkiewicz Schwarz Holzweiler | Tiri di rigore 5 – 6 | Burgstaller Behrens Kempe Brečko Leibold Alushi |

| Arbitro: | Willenborg |

|                                  |           |                                    |
| Baba 59’ (aut.) Kempe 68’ (rig.) | Marcatori | 20’, 44’ Konopljanka 30’ Huntelaar |

## Statistiche

### Statistiche di squadra
| Competizione      | Punti | In casa | In casa | In casa | In casa | In casa | In casa | In trasferta | In trasferta | In trasferta | In trasferta | In trasferta | In trasferta | Totale | Totale | Totale | Totale | Totale | Totale | DR |
| Competizione      | Punti | G       | V       | N       | P       | Gf      | Gs      | G            | V            | N            | P            | Gf           | Gs           | G      | V      | N      | P      | Gf     | Gs     | DR |
| ----------------- | ----- | ------- | ------- | ------- | ------- | ------- | ------- | ------------ | ------------ | ------------ | ------------ | ------------ | ------------ | ------ | ------ | ------ | ------ | ------ | ------ | -- |
| 2. Bundesliga     | 42    | 17      | 6       | 3       | 8       | 23      | 25      | 17           | 6            | 3            | 8            | 23           | 27           | 34     | 12     | 6      | 16     | 46     | 52     | -6 |
| Coppa di Germania | -     | 1       | 0       | 0       | 1       | 2       | 3       | 1            | 0            | 1            | 0            | 1            | 1            | 2      | 0      | 1      | 1      | 3      | 4      | -1 |
| Totale            | -     | 18      | 6       | 3       | 9       | 25      | 28      | 18           | 6            | 4            | 8            | 24           | 28           | 36     | 12     | 7      | 17     | 49     | 56     | -7 |

### Andamento in campionato
| Giornata  | 1 | 2  | 3  | 4  | 5  | 6  | 7  | 8  | 9  | 10 | 11 | 12 | 13 | 14 | 15 | 16 | 17 | 18 | 19 | 20 | 21 | 22 | 23 | 24 | 25 | 26 | 27 | 28 | 29 | 30 | 31 | 32 | 33 | 34 |
| --------- | - | -- | -- | -- | -- | -- | -- | -- | -- | -- | -- | -- | -- | -- | -- | -- | -- | -- | -- | -- | -- | -- | -- | -- | -- | -- | -- | -- | -- | -- | -- | -- | -- | -- |
| Luogo     | T | C  | T  | C  | T  | C  | T  | C  | T  | C  | T  | T  | C  | T  | C  | T  | C  | C  | T  | C  | T  | C  | T  | C  | T  | C  | T  | C  | C  | T  | C  | T  | C  | T  |
| Risultato | N | N  | P  | P  | P  | P  | V  | V  | V  | V  | N  | V  | N  | P  | P  | V  | V  | P  | V  | N  | P  | P  | P  | V  | P  | V  | P  | P  | V  | N  | P  | V  | P  | P  |
| Posizione | 9 | 11 | 16 | 17 | 17 | 18 | 16 | 13 | 10 | 8  | 10 | 9  | 10 | 10 | 11 | 10 | 9  | 10 | 9  | 8  | 8  | 9  | 11 | 9  | 10 | 8  | 8  | 8  | 8  | 8  | 9  | 7  | 10 | 12 |

Legenda:

Luogo: C = Casa; T = Trasferta. Risultato: V = Vittoria; N = Pareggio; P = Sconfitta.

### Statistiche dei giocatori
| Giocatore      | 2. Bundesliga | 2. Bundesliga | 2. Bundesliga | 2. Bundesliga | Coppa di Germania | Coppa di Germania | Coppa di Germania | Coppa di Germania | Totale   | Totale | Totale      | Totale     |
| Giocatore      | Presenze      | Reti          | Ammonizioni   | Espulsioni    | Presenze          | Reti              | Ammonizioni       | Espulsioni        | Presenze | Reti   | Ammonizioni | Espulsioni |
| -------------- | ------------- | ------------- | ------------- | ------------- | ----------------- | ----------------- | ----------------- | ----------------- | -------- | ------ | ----------- | ---------- |
| T. Kirschbaum  | 22            | 0             | 2             | 0             | 1                 | 0                 | 0                 | 0                 | 23       | 0      | 2           | 0          |
| P. Rakovsky    | -             | -             | -             | -             | -                 | -                 | -                 | -                 | -        | -      | -           | -          |
| R. Schäfer     | 13            | 0             | 2             | 0             | 1                 | 0                 | 0                 | 0                 | 14       | 0      | 2           | 0          |
| M. Brečko      | 26            | 0             | 7             | 0             | 2                 | 0                 | 1                 | 0                 | 28       | 0      | 8           | 0          |
| D. Bulthuis    | 23            | 1             | 4             | 0             | 1                 | 0                 | 1                 | 0                 | 24       | 1      | 5           | 0          |
| C. Djakpa      | 11            | 0             | 2             | 0             | -                 | -                 | -                 | -                 | 11       | 0      | 2           | 0          |
| S. Eder        | -             | -             | -             | -             | -                 | -                 | -                 | -                 | -        | -      | -           | -          |
| E. Hovland     | 20            | 1             | 5             | 0             | 1                 | 0                 | 0                 | 0                 | 21       | 1      | 5           | 0          |
| T. Leibold     | 10            | 0             | 1             | 0             | 2                 | 0                 | 0                 | 0                 | 12       | 0      | 1           | 0          |
| D. Lippert     | 6             | 0             | 2             | 0             | -                 | -                 | -                 | -                 | 6        | 0      | 2           | 0          |
| E. Löwen       | 11            | 0             | 1             | 0             | -                 | -                 | -                 | -                 | 11       | 0      | 1           | 0          |
| G. Margreitter | 17            | 0             | 4             | 0             | 1                 | 1                 | 0                 | 0                 | 18       | 1      | 4           | 0          |
| L. Mühl        | 24            | 1             | 6             | 0             | 1                 | 0                 | 0                 | 0                 | 25       | 1      | 6           | 0          |
| O. Petrák      | 23            | 1             | 6             | 0             | 1                 | 0                 | 1                 | 0                 | 24       | 1      | 7           | 0          |
| L. Sepsi       | 18            | 0             | 4             | 0             | 2                 | 0                 | 0                 | 0                 | 20       | 0      | 4           | 0          |
| D. Baumann     | 4             | 0             | 0             | 0             | -                 | -                 | -                 | -                 | 4        | 0      | 0           | 0          |
| H. Behrens     | 31            | 2             | 6             | 0             | 2                 | 0                 | 0                 | 0                 | 33       | 2      | 6           | 0          |
| P. Erras       | 2             | 0             | 1             | 0             | -                 | -                 | -                 | -                 | 2        | 0      | 1           | 0          |
| W. Evseev      | -             | -             | -             | -             | -                 | -                 | -                 | -                 | -        | -      | -           | -          |
| P. Förster     | -             | -             | -             | -             | -                 | -                 | -                 | -                 | -        | -      | -           | -          |
| R. Gíslason    | 15            | 0             | 1             | 0             | 1                 | 0                 | 0                 | 0                 | 16       | 0      | 1           | 0          |
| L. Hufnagel    | 10            | 0             | 0             | 0             | -                 | -                 | -                 | -                 | 10       | 0      | 0           | 0          |
| P. Kammerbauer | 20            | 1             | 4             | 1             | 1                 | 0                 | 1                 | 0                 | 21       | 1      | 5           | 1          |
| T. Kempe       | 26            | 3             | 1             | 0             | 2                 | 1                 | 0                 | 0                 | 28       | 4      | 1           | 0          |
| K. Möhwald     | 29            | 4             | 6             | 0             | -                 | -                 | -                 | -                 | 29       | 4      | 6           | 0          |
| A. Sabiri      | 9             | 5             | 2             | 0             | -                 | -                 | -                 | -                 | 9        | 5      | 2           | 0          |
| M. Ishak       | 7             | 0             | 0             | 0             | -                 | -                 | -                 | -                 | 7        | 0      | 0           | 0          |
| T. Matavž      | 20            | 5             | 1             | 0             | 1                 | 0                 | 0                 | 0                 | 21       | 5      | 1           | 0          |
| S. Parker      | 6             | 1             | 1             | 0             | -                 | -                 | -                 | -                 | 6        | 1      | 1           | 0          |
| E. Salli       | 18            | 2             | 5             | 1             | 2                 | 0                 | 1                 | 0                 | 20       | 2      | 6           | 1          |
| C. Teuchert    | 21            | 4             | 2             | 0             | 2                 | 0                 | 0                 | 0                 | 23       | 4      | 2           | 0          |
| E. Alushi      | 5             | 0             | 2             | 0             | 1                 | 0                 | 0                 | 0                 | 6        | 0      | 2           | 0          |
| G. Burgstaller | 16            | 14            | 3             | 1             | 2                 | 0                 | 1                 | 0                 | 18       | 14     | 4           | 1          |
| P. Hercher     | 1             | 0             | 0             | 0             | -                 | -                 | -                 | -                 | 1        | 0      | 0           | 0          |
| J. Sylvestr    | 6             | 1             | 1             | 0             | 1                 | 0                 | 0                 | 0                 | 7        | 1      | 1           | 0          |